# Staatsstreich vom 15. Mai 1934 in Lettland
Beim Staatsstreich vom 15. Mai 1934 errichtete der amtierende lettische Ministerpräsident Kārlis Ulmanis gewaltsam ein autoritäres Regime unter Ausschaltung des Parlaments und der politischen Parteien.

## Vorgeschichte
Wie in anderen neuen Staaten Osteuropas gab es auch im seit 1918 selbstständigen Lettland keine eigene demokratische Tradition. Durch ein liberales Wahlgesetz kamen sehr viele Kleinparteien ins Parlament, was instabile Regierungskoalitionen zur Folge hatte. Die Regierungen wechselten von 1918 bis 1934 durchschnittlich alle zehn Monate, insgesamt 18 mal. Zusätzliche Probleme verursachte die Weltwirtschaftskrise ab 1928. Große Teile der Bevölkerung, die noch die ruhigen Vorkriegszeiten im russischen Zarenreich in Erinnerung hatten, gaben dem Parlamentarismus die Schuld an den herrschenden Zuständen. 
Die 1930er-Jahre zeitigten einen Aufschwung nationalistischer Diktaturen in Europa. Auch in den Nachbarstaaten Estland durch den Staatsstreich vom 12. März 1934 und Litauen herrschten bereits autoritäre Regime. Als Staatsgründer und erster Ministerpräsident hatte Ulmanis die nötige Autorität, um als „starker Mann“ Lettlands gelten zu können.

## Vorbereitungen
Seit 1932 führte die von der Bauernpartei kontrollierte Presse eine Kampagne für eine Verfassungsänderung. Hauptorganisatoren und Eingeweihte einer gewaltsamen Verfassungsänderung waren neben Ulmanis die späteren Minister Vilhelms Munters, Alfreds Jēkabs Bērziņš und Bernhards Einbergs sowie die Militärs Krišjānis Berķis, Mārtiņš Hartmanis und Jānis Balodis. Nach dem Sturz der Regierung Ādolfs Bļodnieks 1934 lehnte die Lettische Sozialdemokratische Arbeiterpartei als stärkste Fraktion im Parlament die Regierungsübernahme ab. Im März wurde stattdessen Ulmanis zum Regierungspräsidenten gewählt. Dieser konnte wichtige Regierungsposten mit eigenen Leuten besetzen. Im April wurde Kārlis Goppers, der Kommandeur der Division Vidzeme und der Garnison Riga, durch Krišjānis Berķis ersetzt. Gerüchte über einen bevorstehenden Staatsstreich waren damals weit verbreitet, es wurden allerdings keine konkreten Schritte dagegen unternommen.

## Ablauf
Die Verschwörer hatten sich der Unterstützung der Armee, Garde und Polizei versichert. In der Nacht vom 15. auf den 16. Mai wurden wichtige Staats- und Parteieinrichtungen durch die Nationalgarde besetzt. Die bekanntesten oppositionellen Politiker und Parteiaktivisten wurden verhaftet. Am Morgen des 16. Mai wurde der Ausnahmezustand verhängt. Auf Polizeibefehl wurden die Straßen Rigas beflaggt. In den folgenden Tagen erschienen keine Zeitungen. Sowohl in der Hauptstadt als in der Provinz setzten sich die Verhaftungen von potentiellen Gegnern des Staatsstreichs fort. Die Vorgänge verliefen unblutig und die letzten der Verhafteten wurden 1935 freigelassen.
Im neuen Regime waren nunmehr die politischen Parteien, Streiks und Demonstrationen verboten. Die Pressefreiheit wurde eingeschränkt. Staatspräsident Alberts Kviesis war kein Unterstützer des Staatsstreichs, blieb aber im Amt und unterschrieb die Gesetze des neuen Kabinetts, bis Ulmanis am 11. April 1936 per selbst erlassenem Gesetz auch das Amt des Staatspräsidenten übernahm.